# 現金管理
现金管理是金融領域的一个概念，它與现金的積累、处理和使用、市场流动性的評估、现金流和投资等概念有關。在银行业中，现金管理或資金管理是一个营销概念，指的是銀行向大型企业提供与现金流有关的某些服务。與现金管理有關的金融工具有货币基金、国库券和存款单。